# Скорик, Екатерина Антоновна
Екатерина Антоновна Скорик — Заслуженный врач РСФСР, советский хозяйственный, государственный и политический деятель.

## Биография
Выпускница Омского медицинского института.
С 1925 года — на хозяйственной, общественной и политической работе. С 1925 по 1961 год — ординатор Омской глазной клиники, ординатор глазного отделения Омской окружной больницы и центральной поликлиники, окулист поликлиники № 2, глава офтальмологического отделения Кемеровской городской и областной больниц, организатор областного научного общества офтальмологов.
Избиралась депутатом Верховного Совета РСФСР третьего созыва.
В декабре 1961 года Екатерина Антоновна ушла на пенсию. 31 год врачебной, педагогической и общественной деятельности Скорик Е.А. в Кузбассе по достоинству оценены трудящимися и правительством. Ей присвоено почетное звание "Заслуженный врач РСФСР" (1946 г.), она награждена орденом "Трудового Красного Знамени", двумя медалями, значком "Отличник здравоохранения", грамотами исполкомов городского и областного Совета депутатов трудящихся.